# Renault Twizy
Renault Twizy — двомісний електрокар виробництва французької компанії Renault, що виготовляється в Вальядоліді, Іспанія.

## Опис

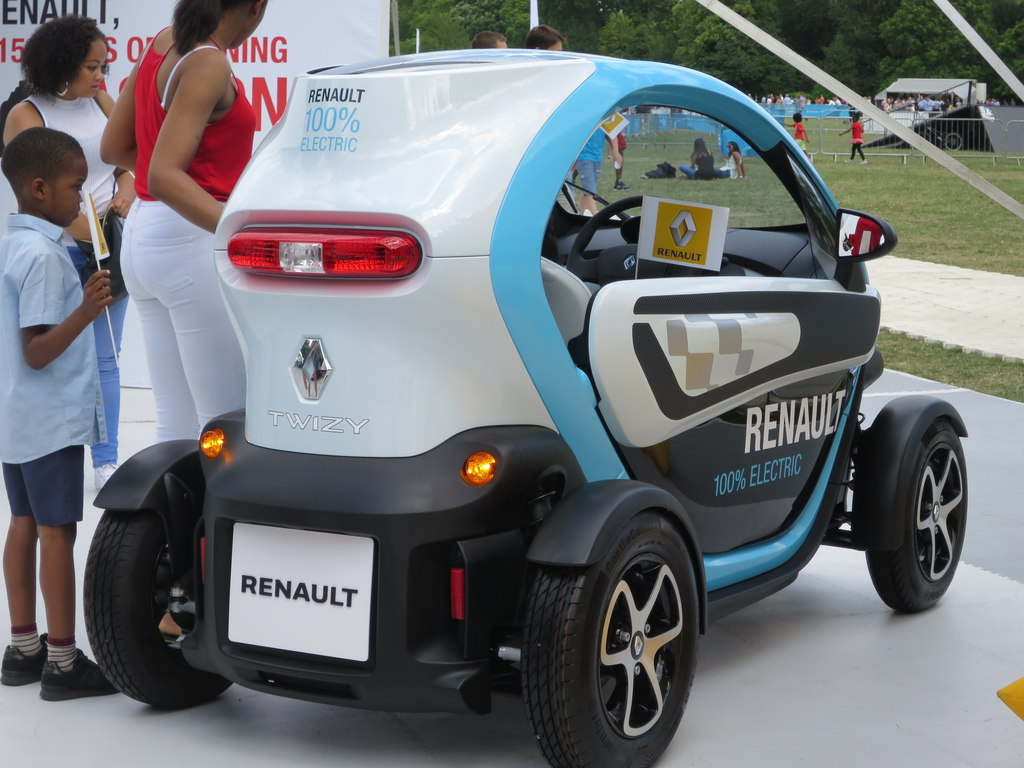

Twizy була випущена в березні 2012 року для продажу у Франції і в Великій Британії та ряді інших європейських країн. Автомобіль доступний з трьома моделями, починаючи з € 6990 до € 8490 (у Великій Британії: з 6990 фунтів стерлінгів до 7400 фунтів стерлінгів). Продажна ціна не включає в себе батареї, які будуть здаватися в оренду за щомісячну плату (€ 50), яка включає гарантію заміни — у разі поломки або батареї недостатня пропускна здатність — і допомогу на дорозі.
Представлений Renault Twizy в Urban, Colour і Technic комплектаціях. Компанія також пропонує комерційну версію Twizy Cargo, в якій місце пасажира переобладнане під вантажний простір. Базова Urban постачається з 13-дюймовими дисками коліс, лобовим склом з підігрівом, бардачком з замком, бортовим комп'ютером та триметровим кабелем зарядки. Модель Colour виконана у білому кольорі з декількома кольоровими рішеннями для акценту. Топова Technic оснащена литими дисками коліс. Як опція пропонуються накладні пластикові вікна. Про безпеку дбають подушка безпеки водія та натяжителі ременів безпеки. 

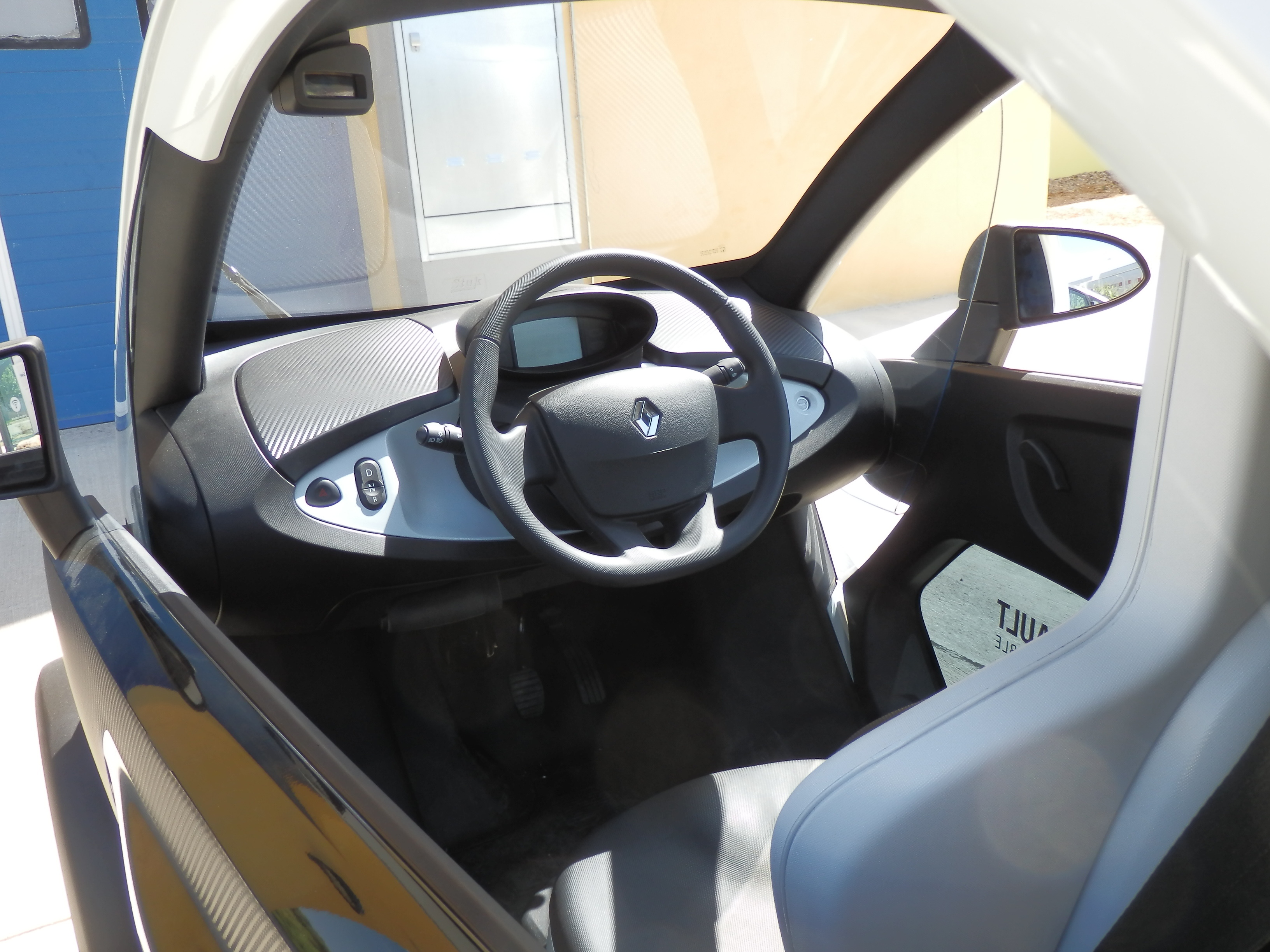

Під підлогою салону розміщений 100-кілограмовий літій-іонний акумулятор на 6.1 кВт. Він перерозподіляє струм через інвертуючий підсилювач на асинхронний електродвигун, розташований перед задньою віссю. Компактний Twizy пропонує 17 кінських сил, максимально розганяючись до 80 км/год. Привід в автомобіля на задні колеса. Заряджати автомобіль можна від домашньої розетки, тривалість зарядки складає 3.5 годин. Заряду вистачає на 100 км. 
Twizy був найбільш продаваним електричним автомобілем в Європі в 2012 році. З березня 2012 року до травня 2013 року, були продані понад 10 000 одиниць.